# Puig del Moro (Sóller)
El Puig del Moro és una muntanya de la Serra de Tramuntana de Mallorca que té una altura de 785 m i que forma part del massís del Puig del Teix. Es troba molt a la vora de La Galera i del Pujol d'en Banya.
El cim pertany al municipi de Sóller, encara que a escassos metres d'aquest es troba el límit municipal amb el terme de Deià.

## Principals accessos
- Des de Deià.
- Des de Sóller, pel Racó d'en Barona.